# مغارة الضوايات
مغارة الضوايات هي مغارة طبيعية في سوريا، في منطقة مشتى الحلو، محافظة طرطوس.

## موقع المغارة

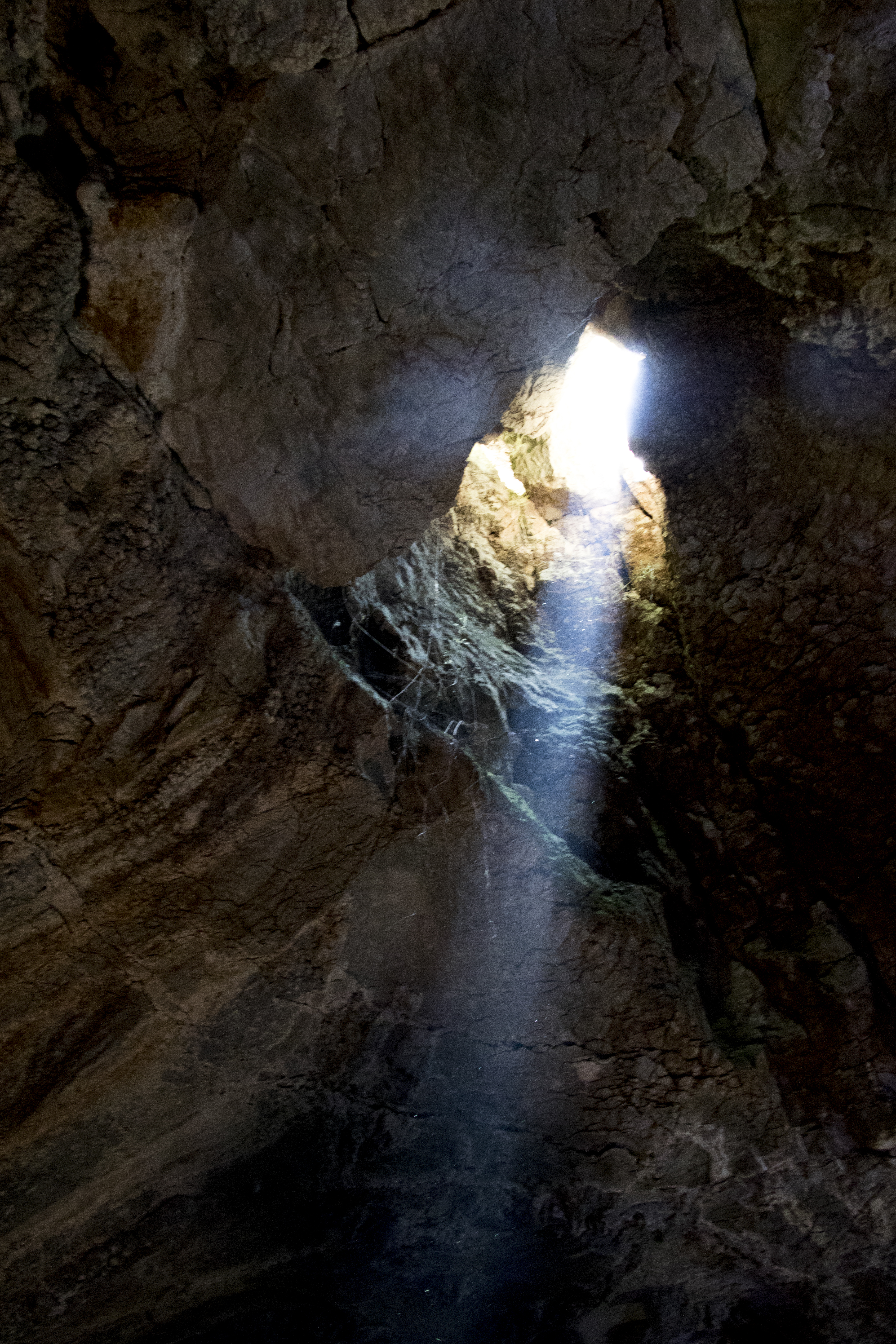
مغارة الضوايات من الداخل

تقع المغارة على بعد 2 كيلو متر للشمال الشرقي من بلدة مشتى الحلو.

### سبب التسمية
تعود تسميتها لبدايات القرن العشرين، وكلمة الضوايات باللهجة السورية العامية هي جمع لكلمة ضوء، وسبب ذلك وجود فتحات مضيئة في سقفها تضيئ مدخل المغارة.

## تاريخ المغارة
يعود تاريخ المغارة إلى أكثر من 70 مليون عام، تكونت في الدور الجيولوجي الرابع نسبة لحجم النوازل فيها، وتعادل الضوايات في عمرها الجيولوجي مغارتي جعيتا وقاديشا اللبنانيتين الشهيرتين. أما الوجود البشري فيعود إلى بضع مئات من السنين، إذ كانت ملجأ للثائرين والفارين من الاحتلال العثماني ومن ثم الفرنسي.

### اكتشافها
اكتشفت مصادفة عام 1914 على يد راعي غنم، عندما سقط أحد خرافه في فتحة ضوء من فتحاتها الطبيعية السبع، ثم اسكتشفها الباحثون عام 1956.

## وصف المغارة
ترتفع المغارة عن سطح البحر 750 مترا، تحتوي قاعة رئيسية بمساحة 2400 متر مربع، ويبلغ ارتفاع سقفها 17 متراً، بينما تتراوح طول النوازل فيها بين نصف متر وتسعة أمتار، في حين ترتفع الأعمدة البراقة من أرضها، وتتراوح أطوال الأعمدة الكريستالية ما بين 8 أمتار إلى 16 متراً. وللعلم فإن تشكل 1 سم مكعب من الكريستال يستغرق 10 آلاف عام.
- اقرأ أكثر عن صواعد الكهوف.